# 雞公山摩崖造像
雞公山摩崖造像位於四川省眉山市丹稜縣，文物遺址年代判定為唐代。2007年6月1日公佈為四川省第七批文物保護單位。